# لوک کاستاینوس
لوک کاستاینوس (انگلیسی: Luc Castaignos؛ زادهٔ ۲۷ سپتامبر ۱۹۹۲) بازیکن فوتبال اهل هلند است.
از باشگاه‌های مطرحی که در آن بازی کرده است می‌توان به باشگاه فوتبال فاینورد، باشگاه فوتبال اسپورتینگ پرتغال، باشگاه فوتبال آینتراخت فرانکفورت، باشگاه فوتبال توئنته و باشگاه فوتبال اینتر میلان اشاره کرد.
وی همچنین در رده های سنی زیر ۱۷ سال، زیر ۱۹ سال و زیر ۲۱ سال هلند بازی کرده است.